# Jules Émile Planchon

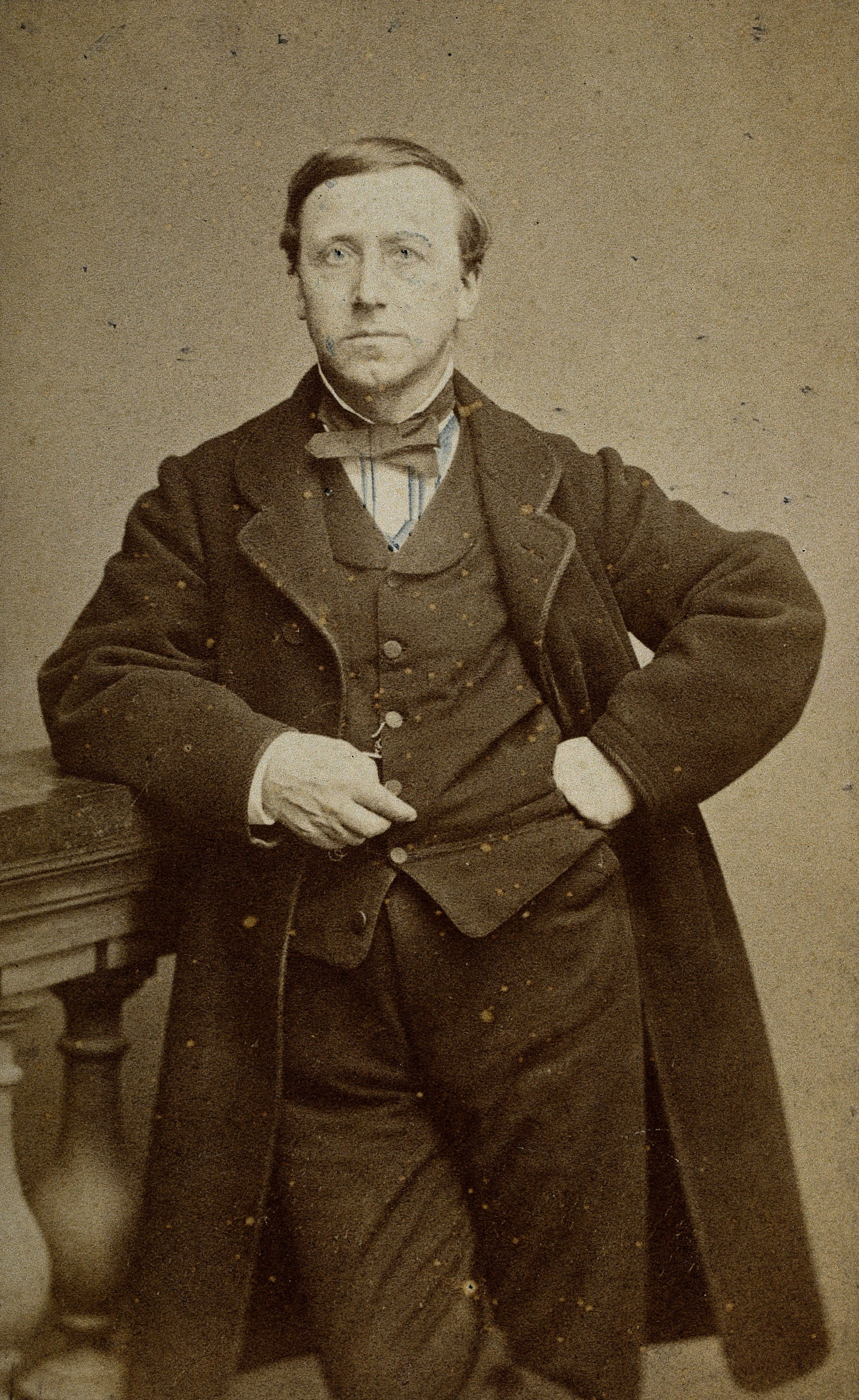
Jules Émile Planchon

Jules Émile Planchon (* 21. März 1823 in Ganges, Département Hérault, Frankreich; † 1. April 1888 in Montpellier) war ein französischer Botaniker und Pharmazie-Professor der Universität Montpellier. Planchon wurde dafür bekannt, dass er die „Reblaus“-Art Phylloxera vastatrix identifizierte und eine wichtige Rolle sowohl bei der Entdeckung der Ursache als auch bei der Bekämpfung der Reblausplage spielte. Sein offizielles botanisches Autorenkürzel lautet „Planch.“ Seit 1872 war er korrespondierendes Mitglied der Académie des sciences.

## Zur Reblausplage
1868 taufte Planchon die Reblaus vastatrix. 1873 gelang es ihm dann – mit Hilfe einiger anderer Experten – zu verifizieren, dass die Reblaus von der Ostküste der Vereinigten Staaten nach Europa gelangt war. In den USA waren zahlreiche Reben gegen die vastatrix immun, was schließlich zu der Entdeckung eines Gegenmittels führte: Einer gezielten zur Bekämpfung der Reblaus eingesetzten Rebveredelung. Edelreiser der europäischen Vitis vinifera wurden dabei auf die Wurzelstöcke amerikanischer Rebenspezies gepfropft, die gegen die vastatrix resistent waren. Noch heute ist diese Vorgehensweise die beste Verteidigung gegen das zerstörerische Insekt.
Die französische Regierung schuf 1870 eine Kommission zur Bekämpfung der Reblaus, deren prominentester Vorsitzender Louis Pasteur war. Die Kommission prüfte über 700 Vorschläge und war weitestgehend erfolglos.
Gaston Bazille, der Weinbauer, Planchon und der Gartenbauer F. Sahut erkannten im biologischen Verhalten der Rebläuse den Schlüssel zur Lösung des Problems. Bazille begann, die Oberteile (Edelreis) der europäische Rebsorten auf resistente amerikanische Unterlagen aufzupfropfen. Die französischen Wissenschaftler arbeiteten dabei eng mit amerikanischen Rebenzüchtern und Weinbauwissenschaftlern wie George Hussman (1827–1903), einem Professor für Landwirtschaft an der University of Missouri in Columbia, Charles Valentine Riley (1843–1895), einem staatlichen Entomologen, dem Winzer und Rebenzüchter Hermann Jaeger (1844–1895) aus Neosho (Missouri) sowie dem texanischen Rebenzüchter Thomas Volney Munson (1843–1913) zusammen. Die amerikanischen Winzer schickten ihm gegen die Reblaus resistente amerikanische Rebensorten, die Planchon als Unterlage für die französische Edelsorten verwendete. Der Zyklus der Reblaus wurde durch die Veredelung auf resistente Unterlagen erfolgreich gestört.
Diese Veredelung war die erste biologische Schädlingsbekämpfung in der Geschichte des Rebbaus. Eine französische Delegation ermittelte später in Amerika mit Hilfe des Botanikers Thomas Volney Munson (1843–1913) die geeigneten Unterlagsreben.

## Mehltau
Der aus Amerika stammende Pilz Mehltau wurde 1875 von Planchon entdeckt, der 1915, 1977, 1983 und 1988 massiv in Europa in Erscheinung trat. Dieser entsteht aus der Plasmopara viticola, einem Pilz, der die Vitis labrusca verschont, jedoch für die Vitis vinifera eine Affinität empfindet, und dies umso mehr, wenn das Wetter heiß und feucht ist. Er zeigt sich durch einen öligen Fleck auf der Vorderseite des Blatts, durch ein weißes Pulver auf der Rückseite und Verbleiben auf abgestorbenen Blättern. Die Vorbeugung vor dem Mehltau geht von unausweichlichen Kupfersalzen – dies kann von der Bouillie bordelaise (Bordeauxbrühe) über nicht schädliche Syntheseprodukte auf der Basis von Dithiocarbamaten bis zu Produkten auf Cyxno-Oxamil-Basis gehen, die in die Blätter eindringen. Oder noch weiter durch systemische Produkte, die 12 bis 14 Tage wirksam sind.

## Ausbreitung der Reblaus in Europa
- 1854 Entdeckung durch A. Finch (USA)
- Beschreibung als Pemphigus vitifolius
- 1858–1862 Einschleppung nach Frankreich und England mit Vitis spp. (an Zierpflanzen, an mehltauresistenten Reben)
- Beschreibung von Peritymbia vitisana durch Hammersmith an Tafeltrauben in Londoner Gewächshäusern
- 1863 Provence: unerklärliches Rebsterben
- 1868 Aufklärung der Ursache (G. Bazille, F. Sahut und J.E. Planchon; nach 2 Tagen Untersuchung), danach rasch 700.000 ha Verwüstung
- 1874 in Bonn an einer Zierrebe aus USA, dann Karlsruhe und Schöneberg, Ausbreitung nach Süden bis zur Jahrhundertwende

## Werke
Planchon arbeitete an der Redaktion der von Louis van Houtte herausgegebene botanische Zeitschrift Flore des serres et des jardins de l’Europe mit. Für das mehrbändige Werk Prodromus systematis naturalis regni vegetabilis von Augustin-Pyrame de Candolle schrieb er die Abhandlung der Pflanzenfamilie „Ulmaceae“. Zum gemeinsamen Werk Monographiae Phanaerogamarum … von Alphonse Louis Pierre Pyrame de Candolle und dessen Sohn Anne Casimir Pyramus de Candolle trug er für den 5. Band „Ampelideae“ bei. Zusammen mit José Jerónimo Triana gab er Prodromus florae novo-granatensis von 1862 bis 1873 heraus. Ebenfalls zusammen mit Triana veröffentlichte er das Werk Memoire sur la familie des Guttiferes (1862). In Zusammenarbeit mit Jean Jules Linden schrieb er Preludia florae columbianae (1853) und Plantae columbianae (1874/75).

## Nach Planchon benannte Taxa
Die Pflanzengattungen Planchonia Blume aus der Familie der Topffruchtbaumgewächse (Lecythidaceae) und Planchonella Pierre aus der Familie der Sapotengewächse (Sapotaceae) sind nach ihm benannt worden.